# Leptochilus pachuca
Leptochilus pachuca är en stekelart som beskrevs av Parker 1966. Leptochilus pachuca ingår i släktet Leptochilus och familjen Eumenidae. Inga underarter finns listade i Catalogue of Life.